# Kępa Tolnicka
Kępa Tolnicka (deutsch Atkamp) ist ein Dorf in der polnischen Woiwodschaft Ermland-Masuren und gehört zur Gmina Reszel (Stadt- und Landgemeinde Rößel) im Powiat Kętrzyński (Kreis Rastenburg).

## Geographische Lage
Kępa Tolnicka liegt in der nördlichen Mitte der Woiwodschaft Ermland-Masuren, vier Kilometer nördlich der Stadt Reszel (deutsch Rößel) bzw. 15 Kilometer westlich der Kreisstadt Kętrzyn (Rastenburg).

## Geschichte
Das vor 1395 gegründete kleine Dorf Adekamp, vor 1785 Altkamp, um 1785 Adkamp und nach 1785 Ackamp genannt, bestand aus verstreuten großen und kleinen Höfen und war ursprünglich ein Stadtdorf von Rößel (polnisch Reszel). Von 1874 bis 1945 war es in den Amtsbezirk Molditten (polnisch Mołdyty) eingegliedert, der zum Kreis Rößel im Regierungsbezirk Königsberg (ab 1905: Regierungsbezirk Allenstein) in der preußischen Provinz Ostpreußen gehörte.
Aufgrund der Bestimmungen des Versailler Vertrags stimmte die Bevölkerung in den Volksabstimmungen in Ost- und Westpreussen am 11. Juli 1920 über die weitere staatliche Zugehörigkeit zu Ostpreußen (und damit zu Deutschland) oder den Anschluss an Polen ab. In Atkamp stimmten 120 Einwohner für den Verbleib bei Ostpreußen, auf Polen entfielen keine Stimmen.
In Kriegsfolge kam Atkamp 1945 mit dem gesamten südlichen Ostpreußen zu Polen und erhielt die polnische Namensform „Kępa Tolnicka“. Heute ist das Dorf eine Ortschaft im Verbund der Stadt- und Landgemeinde Reszel (Rößel) im Powiat Kętrzyński (Kreis Rastenburg), bis 1998 der Woiwodschaft Olsztyn, seither der Woiwodschaft Ermland-Masuren zugehörig.

### Einwohnerzahlen
| Jahr | Anzahl |
| ---- | ------ |
| 1820 | 121    |
| 1885 | 190    |
| 1905 | 173    |
| 1910 | 186    |
| 1933 | 160    |
| 1939 | 145    |
| 2011 | 30     |

## Kirche
Bis 1945 war Atkamp in die evangelische Kirche Rößel in der Kirchenprovinz Ostpreußen der Kirche der Altpreußischen Union sowie in die katholische St.-Peter-und-Paul-Kirche Rößel im damaligen Bistum Ermland eingepfarrt.
Heute gehört Kępa Tolnicka immer noch zur katholischen Pfarrkirche in Reszel, jetzt im Erzbistum Ermland gelegen. Zugeordnet ist die – Kępa Tolnicka näher gelegene – Filialkirche Gudniki (Gudnick). Evangelischerseits besteht die Verbindung zur Pfarrei in Kętrzyn in der Diözese Masuren der Evangelisch-Augsburgischen Kirche in Polen.

## Verkehr
Kępa Tolnicka liegt westlich der Woiwodschaftsstraße 590 und ist von dort über Dębnik (Damarauwald) zu erreichen. Außerdem führt ein Landweg von Tolniki Małe (Tollnigk) nach Kępa Tolnicka. Eine Anbindung an den Schienenverkehr existiert nicht.